# Công thức hóa học
Công thức hóa học được dùng để biểu thị thông tin về các nguyên tố có của hợp chất hóa học hoặc đơn chất hóa học. Ngoài ra, nó còn được dùng để diễn tả phản ứng hóa học xảy ra như thế nào.
Với phân tử, nó là công thức phân tử, gồm ký hiệu hóa học các nguyên tố với số các nguyên tử các nguyên tố đó trong phân tử.
Nếu trong một phân tử, một nguyên tố có nhiều nguyên tử, thì số nguyên tử được biểu thị bằng một chỉ số dưới ngay sau ký hiệu hóa học (các sách xuất bản trong thế kỷ thứ 19 thường sử dụng chỉ số trên). Với các hợp chất ion và các chất không phân tử khác, chỉ số dưới biểu thị tỷ lệ giữa các nguyên tố trong công thức kinh nghiệm.
Nhà hóa học người Thụy Điển Jons Jakob Berzelius đã phát minh ra cách viết các công thức hóa học vào thế kỷ 19.

## Công thức hóa học của đơn chất
- Đối với đơn chất kim loại và các khí hiếm thì hạt hợp thành là nguyên tử nên kí hiệu hóa học của nguyên tố được coi là công thức hóa học. Chẳng hạn như Fe, Cu, Ni, Co,... (đối với kim loại) và He, Ne, Ar, Kr, Xe, Rn (các khí hiếm).
- Nhiều phi kim có phân tử gồm một số nguyên tử liên kết với nhau, nên thêm chỉ số này ở chân kí hiệu. Thí dụ như hiđro - H2, oxi - O2, ozon - O3, nitơ - N2, photpho trắng - P4,...
- Một số phi kim quy ước lấy kí hiệu làm công thức. Chẳng hạn như B, C, Si, S, Se, Te,...

## Phân tử và công thức cấu tạo
- Phân tử mêtan có công thức hóa học

CH4
dùng để mô tả một phản ứng hóa học của nguyên tố C và H trong một liên kết hóa học của 4 nguyên tố H với 1 nguyên tố C
- Phân tử bột nổi dùng để làm bánh (amoni cacbonat)

(NH4)2CO3
dùng để mô tả một phản ứng hóa học của 2 nhóm nguyên tử NH4, hai nguyên tử N và O trong một liên kết hóa học của 1 nguyên tử C và 3 nguyên tử O với nhóm NH4
- Phân tử glucozơ

C6H12O6
dùng để mô tả một phản ứng hóa học của hai nguyên tố C và H trong một liên kết hóa học của 12 nguyên tử H với 6 nguyên tử C và 6 nguyên tử O
Công thức hóa học còn cung cấp thông tin về loại liên kết trong chất hóa học và cách sắp xếp của chúng trong không gian.
- Phân tử êtan

CH3CH3.
có liên kết đơn của hai phân tử CH3
- Phân tử êtylen

CH2CH2
có liên kết đôi của hai phân tử CH2. Công thức hóa học chính xác của etylen là H2C=CH2 hay là H2C::CH2. Hai gạch (hay hai cặp dấu chấm) cho biết có một liên kết đôi liên kết các nguyên tử ở 2 bên với nhau. Một liên kết ba có thể biểu diễn bằng ba gạch hay ba cặp dấu chấm.
Các phân tử có nhiều nhóm chức cũng được biểu diễn tương tự
- C4H10 có thể biểu diễn dưới nhiều cách khác nhau:

(CH3)3CH: mạch phân tử gồm ba nguyên tử cácbon, nguyên tử ở giữa liên kết với 1 nguyên tử cácbon khác (xem hình dưới, các nguyên tử hydro không được thể hiện).
CH3CH2CH2CH3.
CH3CH=CHCH3: cấu tạo này có 2 đồng phân tùy thuộc vào vị trí tương đối của 2 nhóm mêtyl trong không gian - cùng bên so với liên kết đôi (đồng phần cis hay Z) hay đối diện nhau qua liên kết đôi (đồng phần trans hay E).

## Polymer
Với polyme, các mắt xích được đưa vào trong ngoặc đơn. Ví dụ, một phân tử hydrocarbon có công thức CH3(CH2)50CH3, gồm có 50 mắt xích. nếu không biết rõ số mắt xích, có thể sử dụng chữ n như CH3(CH2)nCH3.

## Ion
Với các ion, điện tích của một nguyên tử biểu thị bẳng chỉ số trên bên phải nguyên tử đó. Ví dụ Na+, hay Cu2+. Tổng điện tích của phân tử tích điện hay ion đa nguyên tử cũng biểu diễn tương tự. Ví dụ: hydronium, H3O+ hay sulfat, SO42-.
Với các ion phức tạp, sử dụng ngoặc vuông [ ] như [B12H12]2-. Ngoặc đơn () có thể đặt trong ngoặc vuông để biểu thị một mắt xích như [Co(NH3)6]3+.

## Các nguyên tử bị bẫy/bọc
Biểu tượng @ ("ở") để chỉ một nguyên tử hay một phân tử bị bẫy/bao bọc bởi 1 khung nhưng không liên kết hóa học với nó. Ký hiệu này sử dụng phổ biến từ những năm 1990 cùng với sự khám phá ra fulleren, chất này có thể bẫy các nguyên tử ví dụ như La để tạo thành La@C60 hay La@C82. Một ví dụ khác là [As@Ni12As20]3-, trong đó một nguyên tử As bị bao bọc bởi 32 nguyên tử khác.